# LangChain
LangChain és un marc de programari que ajuda a facilitar la integració de grans models de llenguatge (LLM) a les aplicacions. Com a marc d'integració de models de llenguatge, els casos d'ús de LangChain es superposen en gran manera amb els dels models de llenguatge en general, incloent l'anàlisi i resum de documents, els chatbots i l'anàlisi de codi.

## Història
LangChain es va llançar l'octubre de 2022 com a projecte de codi obert per Harrison Chase, mentre treballava a l'inici d'aprenentatge automàtic Robust Intelligence. El projecte va obtenir popularitat ràpidament, amb millores de centenars de col·laboradors a GitHub, debats de tendència a Twitter, activitat animada al servidor Discord del projecte, molts tutorials de YouTube i trobades a San Francisco i Londres. L'abril de 2023, LangChain s'havia incorporat i la nova startup va recaptar més de 20 milions de dòlars en finançament amb una valoració d'almenys 200 milions de dòlars de la firma de risc Sequoia Capital, una setmana després d'anunciar una inversió inicial de 10 milions de dòlars de Benchmark.
El tercer trimestre de 2023 es va introduir el LangChain Expression Language (LCEL), que proporciona una manera declarativa de definir cadenes d'accions.
L'octubre de 2023, LangChain va presentar LangServe, una eina de desplegament per allotjar codi LCEL com a API preparada per a la producció.

## Capacitats
Els desenvolupadors de LangChain destaquen l'aplicabilitat del marc a casos d'ús que inclouen chatbots, generació augmentada per la recuperació, resum de documents, i generació de dades sintètiques.
A partir del març de 2023, LangChain incloïa integracions amb sistemes com Amazon, Google i l'emmagatzematge al núvol de Microsoft Azure; Embolcalls de l'API per a notícies, informació de pel·lícules i temps; Bash per a la comprovació de resum, sintaxi i semàntica, i execució d'scripts d'intèrpret d'ordres; múltiples subsistemes i plantilles de raspat web; suport de generació ràpida d'aprenentatge de pocs cops ; trobar i resumir tasques "tot a fer" en codi; Resum, extracció i creació de documents, fulls de càlcul i presentacions de Google Drive; Cerca de Google i cerca web de Microsoft Bing; Models de llenguatge OpenAI, Anthropic i Hugging Face; Guies de reparació d'iFixit i cerca i resum de wikis; MapReduce per respondre preguntes, combinar documents i generar preguntes; puntuació de superposició de N-grams; PyPDF, pdfminer, fitz i pymupdf per a l'extracció i manipulació de text de fitxers PDF; Generació, anàlisi i depuració de codi Python i JavaScript; Base de dades vectorials Milvus per emmagatzemar i recuperar incrustacions de vectors; Base de dades vectorials Weaviate per a incrustar a la memòria cau objectes i dades; Emmagatzematge de bases de dades de memòria cau Redis; Python RequestsWrapper i altres mètodes per a sol·licituds d'API; Bases de dades SQL i NoSQL inclòs suport JSON; Streamlit, inclòs per a la tala; mapeig de text per a la cerca de k-veïns més propers; conversió de fus horari i operacions de calendari; traçar i registrar símbols de pila en execucions de subprocés roscats i asíncrons; i el lloc web i l'SDK de Wolfram Alpha. A l'abril de 2023, es pot llegir des de més de 50 tipus de documents i fonts de dades.